# Бри Бенет
Бри Бенет (енгл. Brea Bennett; Меса, 7. фебруар 1987) америчка је порно-глумица.

## Каријера
Бри Бенет је одрасла у Аризони. Била је прва победница ријалити шоуа Jenna's American Sex Star  где је освојила ексклузивни уговор са Џеном Џејмсон и студијом КлубЏена. Сарадња је окончана у августу 2007. године. Након тога Бри је почела да ради за различите компаније, укључујући Пентхаус, Хастлер и Вивид Ентертејнмент.
Часопис Пентхаус је прогласио „љубимицом“ (енгл. Penthouse Pet) за месец децембар 2013. године. За себе каже да је бисексуалка.
Према сајту ИАФД глумила је у око 70 порно-филмова.

## Награде
- 2007 АВН награда номинована – Best All-Girl Sex Scene (Video) – Girls in White[5]
- 2007 FAME награда номинована – Favorite Female Rookie[6]
- 2008 АВН награда номинована – Best Tease Performance – My Plaything: Brea Bennett[7]
- 2008 FAME награда номинована – Hottest Body[8]